# Trysimia albomaculata
Trysimia albomaculata là một loài bọ cánh cứng trong họ Cerambycidae.